# Smithia ciliata
Smithia ciliata es una especie de planta floral del género Smithia, categorizada en la tribu Dalbergieae, de la subfamilia Faboideae.

## Distribución
Especie nativa de Asia: China, India, Japón, Birmania, Nepal, Filipinas, Tailandia y Vietnam. Crece en el bioma subtropical.

## Taxonomía
Fue descrita por John Forbes Royle.
Tratamiento taxonómico
La especie aparece registrada y publicada en Illustrations of the Botany ... of the Himalayan Mountains: 201 (1835).